# Aphelenchoides subtenuis
Aphelenchoides subtenuis is een rondwormensoort uit de familie van de Aphelenchoididae. De wetenschappelijke naam van de soort is voor het eerst geldig gepubliceerd in 1926 door Cobb.